# Euploea tiomana
Euploea tiomana är en fjärilsart som beskrevs av Corbet 1937. Euploea tiomana ingår i släktet Euploea och familjen praktfjärilar. Inga underarter finns listade i Catalogue of Life.